# Sint-Adrianuskapel (Werchter)

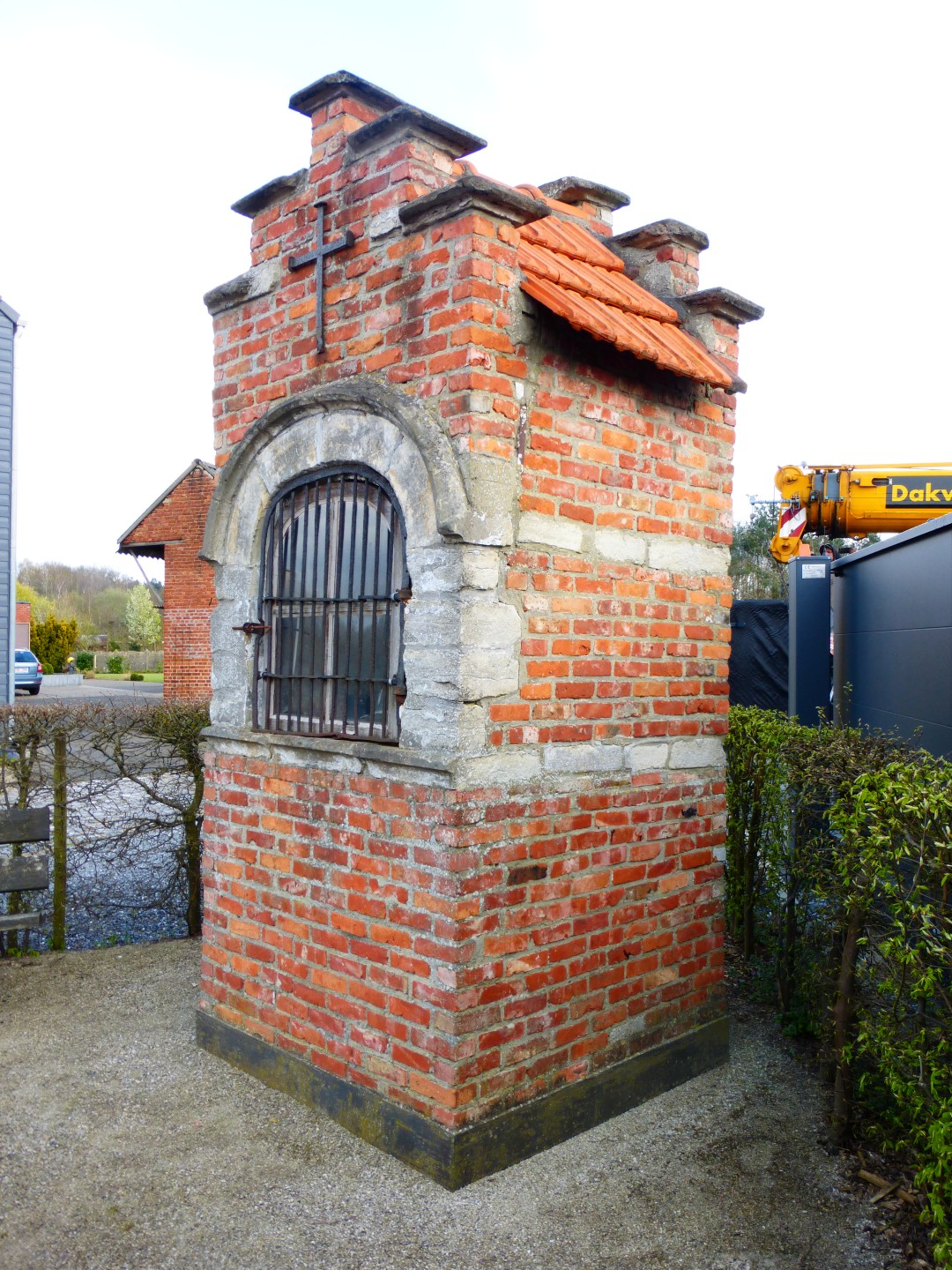
Sint-Adrianuskapel

De Sint-Adrianuskapel is een kapel in de tot de Vlaams-Brabantse gemeente Rotselaar behorende plaats Werchter, gelegen aan de Varentstraat.

## Geschiedenis
Deze kapel werd in de 18e eeuw gebouwd en is al te vinden op de Ferrariskaarten (1771-1776). Naar verluidt zou een 18e-eeuws Sint-Adrianusbeeldje uit de Laak zijn gevist, waarop een kapel werd gebouwd. Het beeld werd later gestolen. In 1980 werd de kapel gerestaureerd.

## Gebouw
Het is een kapelletje op rechthoekige plattegrond onder zadeldak, gebouwd in baksteen met kalkzandstenen speklagen en versieringen. De voor- en achtergevel zijn trapgevels.